# Uniforme de la selección de fútbol de Italia

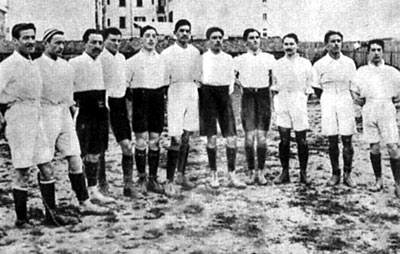
Selección de fútbol de Italia en 1910.

En sus primeros años, la escuadra italiana vestía un uniforme completamente blanco, un color muy típico de la época y de muchos otros equipos, al ser lo más económico y fácil de confeccionar, debido a la escasez de color, de difícil y costosa obtención. Pero pronto cambiaría su color en la camiseta por un azul celeste, que se oscurecería coincidiendo con la celebración del segundo Mundial de fútbol celebrado en 1934 en Italia. Durante el Fascismo, Italia usó un uniforme negro en los JJ. OO. de 1936 en Berlín y en el partido ante Francia en el mundial 1938.
Este uniforme clásico de la selección italiana, que ya no abandonaría hasta la actualidad, consta de camiseta azul y pantalones blancos. Para el segundo uniforme se produce una alternancia en los colores de camiseta y pantalón. El color de la camiseta azul es la que le da a la selección su apodo de (ita.) «La Squadra Azzurra». La elección del color azul proviene del estandarte de la familia real de los Saboya, reyes de Italia desde la unificación del país.
Desde el año 2008, hasta el 2010, en el uniforme de Italia, por su condición de campeón del mundo, portaba el "escudo del campeón mundial" otorgado por la FIFA. Actualmente, la marca deportiva Puma se encarga de fabricar los uniformes de la selección italiana, después de la Copa Mundial de Fútbol de 2022, en Catar, dejara de vestir a la selección, ya que al partir del 2023, la marca alemana, Adidas, vestirá a la selección.

## Evolución del uniforme titular
| 1910 | 1911 | 1912 | 1913-14 | 1915 | 1920-1927 | 1927 | 1928-1943 | 1945 |

| 1946 | 1947 | 1948 | 1948 | 1949 | 1949-50 | 1950 | 1951 | 1952-1954 |

| 1954 | 1954-1957 | 1957 | 1958-1959 | 1960-1962 | 1962 | 1962-1965 | 1965-1966 | 1966 |

| 1967-1968 | 1968-1969 | 1969 | 1970-1973 | 1973 | 1973-1974 | 1974-1978 | 1978-1979 | 1979-1980 |

| 1981-1985 | 1986-1991 | 1991-1994 | 1994-1995 | 1995-1996 | 1996-1998 | 1998-1999 | 1999-2000 | 1999 vs Gales |

| 2000-2002 | 2002 | 2003-2004 | 2004-2006 | 2006-2008 | 2008-2010 | 2009 | 2010-2012 | 2012-2014 |

| 2013 | 2014-2016 | 2016-2018 | 2018-2020 | 2020-2022 | 2021 vs España | 2022 | 2023 | 2024 |

## Evolución del uniforme alternativo
| 1934 | 1935-1938 | 1948 | 1948 | 1950 | 1951 | 1954 | 1956 | 1962 |

| 1966 | 1967 | 1970 | 1972-1974 | 1974 | 1974-1978 | 1978 | 1970-1980 | 1978-1980 |

| 1981-1985 | 1986-1991 | 1991-1994 | 1994-1995 | 1995-1996 | 1996-1998 | 1998 | 1999 (No utilizado) | 2000-2002 |

| 2002 | 2003 | 2004-2006 | 2006-2008 | 2008 | 2009 vs Irlanda | 2010-2012 | 2012-2014 | 2014-2016 |

| 2016 | 2016-2018 | 2018 - 2020 | 2020 - 2021 | 2021 - 2022 | 2022 | 2023 | 2024 |

## Evolución del uniforme tercero
| 1954 vs Argentina | 2004 vs Islandia | 2012 vs Inglaterra | 2019 vs Grecia | 2023 vs España y Países Bajos |

## Combinaciones
| 1966 vs URSS y Corea del Norte | 1974 vs Haiti | 1978 vs Francia y Austria | 1978 vs Hungría | 1980 vs Luxemburgo | 1981 vs Dinamarca | 1992 vs San Marino | 1992 vs Estados Unidos | 1993 vs Estonia |

| 1994 vs Nigeria | 1994 vs Croacia | 1995 vs Ucrania | 1996 | 1998 vs Chile | 1998 vs Paraguay y Camerún | 1998 vs Noruega y Francia | 1999 vs Bielorrusia | 2000 vs España |

| 2000 vs Francia | 2002 | 2002-2003 | 2003 | 2004-2006 | 2004-2006 | 2006-2008 | 2006-2008 | 2008-2010 |

| 2008 | 2009 vs Brasil | 2010-2012 | 2010 vs Estonia | 2010 vs Irlanda del Norte | 2012-2014 | 2014-2016 | 2014-2016 | 2016-2018 |

| 2016-2018 | 2017 vs España | 2018-2020 | 2018 - 2020 | 2020 - 2022 | 2020 - 2021 | 2021 vs Belgica | 2021 - 2022 | 2022 |

| 2022 vs Austria | 2024 | 2024 |

## Evolución del uniforme de portero
| 1910 | 1914 | 1915 | 1920 | 1924 | 1925-27 | 1928-29 | 1930-34 |

| 1936 | 1938 | 1942 | 1945 | 1946 | 1947 | 1947 | 1948 |

| 1949 | 1949-50 | 1950-51 | 1952-59 | 1959 | 1960-74 | 1974-78 | 1978-79 |

| 1979-85 | 1985-1988 | 1988-1991 | 1991-93 | 1991-93 | 1994 | 1994 | 1995-96 |

| 1996-98 | 1996-98 | 1998 | 1998 | 1998 | 1999 | 1999 | 1999 |

| 2000 | 2000 | 2002 | 2002 | 2002 | 2003 | 2003 | 2003 |

| 2004 | 2004 | 2004 | 2004 | 2006 | 2006 | 2006 | 2006 |

| 2008 |  | 2008 | 2008 | 2009 | 2009 | 2010 | 2010 | 2010 |

| 2012 | 2012 | 2012 | 2014 | 2014 | 2014 | 2016 | 2016 (Buffon vs Bélgica |

| 2016 | 2016 (Buffon vs Alemania | 2016-2017 (Buffon vs Israel y Albania) | 2017 (Buffon vs Macedonia) | 2018 | 2018 | 2018 | 2020 |

| 2020 | 2020 | 2021 | 2021 | 2022 | 2022 | 2022 | 2023 |

| 2023 | 2023 | 2023 (Donnarumma vs Países Bajos) |

## Proveedores
| Periodo de temporadas del acuerdo | Proveedor deportivo oficial | Origen                         |
| --------------------------------- | --------------------------- | ------------------------------ |
| 1910–1929                         | Ninguno                     |                                |
| 1930                              | Marchi Cristofoli           | Bandera de Italia              |
| 1934                              | Ninguno                     |                                |
| 1935-1938                         | Marchi Cristofoli           | Bandera de Italia              |
| 1948-1959                         | Italo Sport                 | Bandera de Italia              |
| 1960                              | Viralfa                     | Bandera de Italia              |
| 1962                              | Fedeli                      | Bandera de Italia              |
| 1966                              | Marango Sport               | Bandera de Italia              |
| 1966                              | Umbro                       | Bandera del Reino Unido        |
| 1968–1970                         | Landoni                     | Bandera de Italia              |
| 1974-78                           | Adidas                      | Bandera de Alemania Occidental |
| 1978-79                           | Baila                       | Bandera de Italia              |
| 1979-1984                         | Le Coq Sportif              | Bandera de Francia             |
| 1984-1985                         | Ennerre                     | Bandera de Italia              |
| 1985-1994                         | Diadora                     | Bandera de Italia              |
| 1994-1998                         | Nike                        | Bandera de Estados Unidos      |
| 1998-2002                         | Kappa                       | Bandera de Italia              |
| 2002-2022                         | Puma                        | Bandera de Alemania            |
| 2023-Actual                       | Adidas                      | Bandera de Alemania            |